# Ammobatoides
Genre
Synonymes
- Euglages Gerstaecker, 1869[2]
- Paedia Dalla Torre, 1891[2]
- Paidia Radoszkowski, 1872[2]
- Phiarus Gerstaecker, 1869[2]

Ammobatoides est un genre d'abeilles cleptoparasites de la famille des Apidae.

## Liste des espèces
Selon ITIS (11 mai 2019) :
- Ammobatoides abdominalis (Eversmann, 1852)
- Ammobatoides luctuosus (Friese, 1911)
- Ammobatoides okalii Kocourek, 1990
- Ammobatoides rubescens (Bischoff, 1923)
- Ammobatoides schachti Schwarz, 1988
- Ammobatoides scriptus (Gerstäcker, 1869)